# Sandy Jacobson
Sandy Jacobson (* 23. März 1966) ist eine ehemalige kanadische Marathonläuferin.
2000 gewann sie den Silicon Valley Marathon. Im Jahr darauf wurde sie Zweite beim Ottawa-Marathon und kam bei den Weltmeisterschaften in Edmonton auf den 34. Platz. 2003 siegte sie in Ottawa und belegte bei den Weltmeisterschaften in Paris/Saint-Denis mit ihrer persönlichen Bestzeit von 2:33:51 h den 28. Rang.